# آل بریدی
آل بریدی یا بریدیان سلسله‌ای شیعه‌مذهب بود که در قرن چهارم هجری مدتی در بصره و اهواز و واسط حکومت داشت. این سلسله متشکل از سه برادر به نام‌های ابوعبدالله احمد، ابوالحسین عبدالله (علی)، ابویوسف یعقوب بود به ضمیمهٔ پسرِ ابوعبدالله، موسوم به ابوالقاسم. ابوعبدالله، برادر بزرگتر، از سال ۳۱۶ هجری به عرصه سیاست وارد شد. لقب «مُقطِع» که در برخی منابع برای ابوعبدالله آمده، می‌تواند حاکی از اقطاع‌داری آنها باشد.

## قدرت‌گیری و آغاز کار
در عصری که خلفای عباسی ضعیف و منفعل شده‌بودند و امیرالامراها بر سر مقام امیرالامرایی با یکدیگر رقابت می‌کردند و خلفا را عزل و نصب می‌کردند، آل بریدی از این وضعیت استفاده کرده و مستقل شد. بریدیان سپس به بغداد تاختند و با حمدانیان بر سر کنترل آن به رقابت پرداختند.

## سقوط
در سال ۳۳۲ هجری، ابوعبدالله از برادرش ابویوسف که میزان زیادی مال اندوخته بود، برای چندمین بار طلب وام کرد؛ ولی ابویوسف این درخواست را رد کرد. عکس‌العمل ابوعبدالله چنین بود که ابویوسف را به قتل رساند و اموالی که در خانه‌اش نگهداری می‌کرد را مصادره کرد. هشت ماه بعد ابوعبدالله در اثر بیماری مُرد و ابوالحسین جایش را گرفت؛ ولی سپاهیانش بخاطر سوءرفتار قصد قتلش را کردند و ابوالحسین گریخت و به قرمطیان پناهنده شد. ابوالقاسم جانشین وی شد اما ابوالحسین با سپاهی به سرکردگی برادران ابوطاهر قرمطی بصره را محاصره کرد. طرفین مصالحه کردند و ابوالحسین وارد شهر شده و پس از مدتی به بغداد نزد توزون رفت. بعدتر به دلایلی فقها فتوا به قتل ابوالحسین دادند و او را کشتند، بر دارش کردند، جسدش را سوزاندند و خانه‌اش را غارت کردند. در این میان خطر معزالدوله دیلمی بغداد را تهدید می‌کرد و توزون و مستکفی بصره را به ابوالقاسم سپردند. معزالدوله به بصره تاخت و ابوالقاسم به هَجَر نزد قرامطه پناهنده شده و بدین‌ترتیب دولت بریدی بالکل ساقط شد.